# Pirátská strana (Ukrajina)
Pirátská strana Ukrajiny (ukrajinsky Піратська Партія України) je politická strana na Ukrajině založená 27. září 2011. Vychází ze vzoru švédské Pirátské strany a podporuje reformu autorského práva, zrušení patentů a respektování soukromí. Strana nebyla zakládajícím členem Pirátské internacionály, ale v dubnu 2013 se k ní připojila. Od srpna 2013 není strana jako taková oficiálně registrována ukrajinským ministerstvem spravedlnosti.
V parlamentních volbách v roce 2012 strana podpořila nezávislou kandidátku Tetyanu Montyan v jednomandátovém obvodu číslo 212 nacházejícím se v Kyjevě; v tomto obvodu se stala pátou s 9 % hlasů.
Ukrajinských parlamentních voleb v roce 2014 se strana nezúčastnila. V parlamentních volbách v roce 2019 měla strana 1 kandidáta ve volebním obvodu 95 nacházejícím se v Irpini, ten ale získal pouze 0,15 % hlasů (133 hlasů).